# André-Thomas
Pour les articles homonymes, voir Thomas (patronyme).
Ne doit pas être confondu avec André Thomas ou Jean-André Thomas.
Antoine Henri André Thomas, dit André-Thomas, né le 19 novembre 1867 à Paris et mort le 21 juillet 1963 dans la même ville, est un neurologue et pionnier de la neuropédiatrie français.

## Biographie
| Photographie en noir et blanc d'un homme en blouse blanche penché sur son microscope dans la pénombre, un cerveau humain posé à côté de lui |  | Photographie en tons sépias d'une femme assise à côté d'un microscope, tenant une lame. |
| Jules Dejerine dans son laboratoire de pathologie.                                                                                          |  | Augusta Dejerine-Klumpke assise à sa table de travail.                                  |

Il décide lui même de supprimer ses deux premiers noms de baptême[Quand ?], puis[Quand ?] d'orthographier son troisième prénom d'état civil accolé par un trait d'union à son nom de famille[pourquoi ?].
Ses études secondaires se déroulent au collège des jésuites de la rue de Madrid, puis au lycée Condorcet. Il fait ses études de médecine à la faculté de médecine de Paris, assistant à l'enseignement de neurologie donné à la Salpêtrière par Charcot et ses disciples. Il est reçu parmi les premiers à l'Internat des hôpitaux de Paris en 1893 et passe les trois années suivantes à compléter sa formation neurologique auprès de Jules Dejerine et de sa femme Augusta Dejerine-Klumpke. Il soutient en 1897 une thèse intitulée : Le Cervelet. Étude anatomique, clinique et physiologique, travail d'une immense portée qui orientera la suite sa longue carrière essentiellement vers la neuropathologie et les maladies du cervelet jusqu'alors négligées, notamment par Charcot et ses élèves. En 1903, « à la surprise de ses Maîtres, à l'étonnement de ses pairs »,  il échoue à l'agrégation et ne peut donc obtenir le poste de Médecin des hôpitaux qui lui aurait permis la poursuite de la carrière hospitalo-universitaire à laquelle il paraissait naturellement destiné. André-Thomas semble avoir été victime en cette circonstance de l'obstruction du groupe formé par les  « héritiers de Charcot », représentants parisiens de la neurologie académique officielle. 

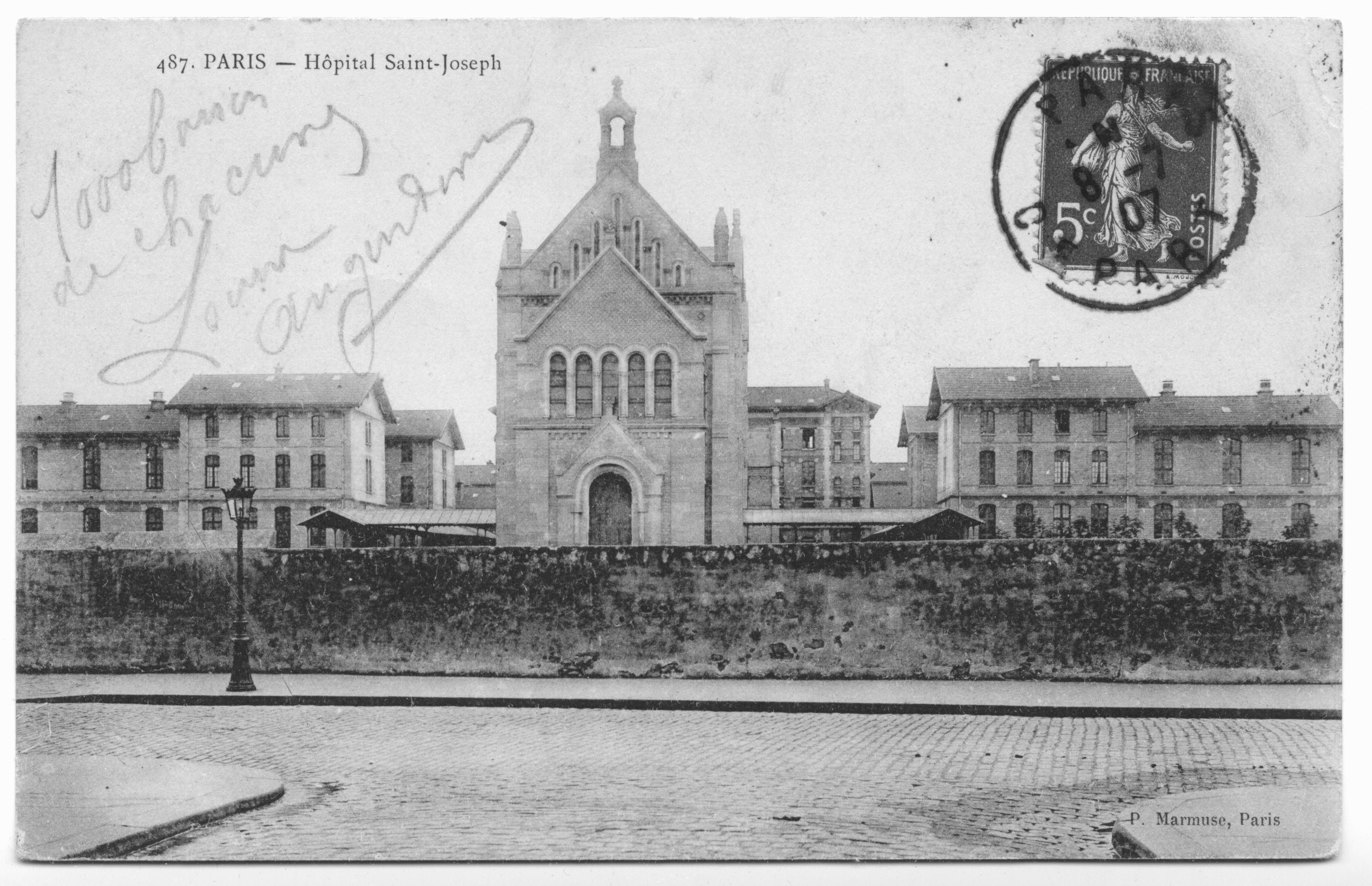
Vue générale de l'hôpital Saint-Joseph, à Paris datant du début du XX, peu avant l'inauguration de la consultation de neurologie du Dr André-Thomas.

Après que Jules Déjerine a repris la chaire parisienne de neurologie en 1910, il devient son assistant et, dans les dernières années de sa vie, son adjoint. Avec lui, il décrit notamment l'atrophie olivopontocérébelleuse (AOPC) (en), une maladie neurogénétique rare à laquelle leurs deux noms sont longtemps donnés. À la mort de Dejerine en 1917, la clinique neurologique de la Salpêtrière revient à Pierre Marie, l'épigone du premier titulaire de la chaire, dont la première décision est de licencier tous les anciens élèves et collaborateurs de Dejerine, parmi lesquels André-Thomas, la veuve de Dejerine Augusta Dejerine-Klumpke et leur fille Yvonne Sorrel-Dejerine. Il poursuit alors sa carrière neurologique à l'hôpital Saint-Joseph, un établissement privé où une consultation avait été créée pour lui dès 1911 et où un service de Neurologie est ouvert en 1917.

## Distinctions
André-Thomas est élu membre de l'Académie de médecine le 12 février 1946 et élevé au rang d'officier de la Légion d'honneur le 30 juin 1950. 

## Œuvres

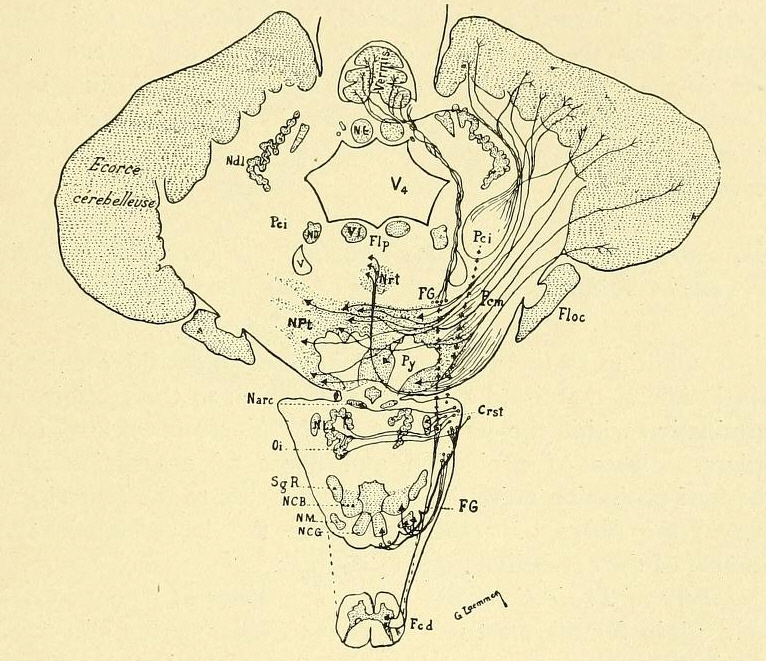
Les afférences du cervelet. Image extraite du traité : La fonction cérébelleuse, par André-Thomas (1911), portant la signature de G. Laemmer.

- La fonction cérébelleuse, Doin, Paris, 1911 . (Trad. en anglais : (en) Cerebellar functions. New York : Journal of Nervous and Mental Diseases Pub. Co., 1912, Lire en ligne)
- Le réflexe pilo-moteur. Etude anatomo-clinique sur le système sympathique (1921 ) ;
- L'Équilibre et l'Équilibration (1940) ;
- L'Axe Corporel, avec J. De Ajuriaguerra (1948) ;
- Étude Séméiologique du Tonus Musculaire, avec J. De Ajuriaguerra (1949) ;
- Études Neurologiques sur le Nouveau-né et le jeune Nourrisson, avec Suzanne Saint-Anne Dargassies (1952).